# Liste d'abbayes et monastères catholiques
Cet article intitulé liste d'abbayes et monastères catholiques présente un ensemble d'édifices religieux existant ou ayant existé, comprenant les abbayes, les prieurés, les monastères et les couvents d'obédience catholique à l'exception des monastères de chartreux, pour lesquels il faut consulter la liste de chartreuses, et mentionnés ici seulement en Belgique. Cette liste ne prend pas en compte les monastères orthodoxes, coptes, arméniens ou autres.
Pour les sources et références justifiant les dates, se reporter aux articles correspondants en cliquant sur les liens. La mention (archives AD) signifie qu'un fonds de quelque importance est conservé aux Archives départementales concernées.

## Afrique

### Afrique du Sud
- Abbaye du Sacré-Cœur de Inkamana
- Abbaye Sainte Bénédicte de Polokwane

### Algérie
- Abbaye Notre-Dame de Staouëli
- Abbaye Notre-Dame de l'Atlas de Tibhirine

### Angola
- Casa de S. Bento de Huambo
- Priorado Beneditino de Luena

### Burkina Faso
- Abbaye Saint-Benoît de Koubri

### Cameroun
- Abbaye de Bamenda
- Monastère du Mont Fébé de Yaoundé

### Côte d'Ivoire
- Monastère bénédictin Sainte-Marie de Bouaké

### Kenya
- Abbaye Notre-Dame de Victoria de Kipkelion
- Prieuré Monastique de Tigoni
- Prieuré Saint Benedict de Nairobi
- Monastère Saint Benedict de Eldoret

### Madagascar
- Monastère bénédictin Masina Maria de Mahitsy

### Nigeria
- Prieuré Sainte Bénédicte de Ewu-Ishan

### Ouganda
- Abbaye de Butende

### République démocratique du Congo
- Monastère de Sainte Odile de Malandji
- Monastère Notre-Dame-des-Sources de Lubumbashi
- Prieuré de Mambre de Kinshasa

### Rwanda
- Abbaye de la Clarté-Dieu

### Sénégal
- Abbaye de Keur Guilaye
- Abbaye de Keur Moussa

## Amérique

### Bolivie
- Abbaye d'Apolo, moniales, cistercienne
- Abbaye Notre-Dame-de-Nazareth d'Apolo, moniale, cistercienne

### Brésil
- Abbaye Saint-Benoît (Rio de Janeiro),
- Abbaye Saint-Benoît (Salvador de Bahia)
- Abbaye Saint-Benoît (São Paulo)

### Canada
- Abbaye Saint-Pierre de Muenster (Muenster)
- Abbaye Val Notre-Dame (Saint-Jean-de-Matha)
- Abbaye de Westminster (Mission)
- Couvent de l'Immaculée-Conception (Bouctouche)

#### Québec
- Abbaye Notre-Dame de Mistassini (Dolbeau-Mistassini)
- Abbaye d'Oka (Oka)
- Abbaye Saint-Benoît-du-Lac (Saint-Benoît-du-Lac)
- Abbaye Sainte-Marie-des-Deux-Montagnes (Sainte-Marthe-sur-le-Lac)

### États-Unis

#### Oklahoma
- Abbaye Notre-Dame de l'Annonciation de Clear Creek (Hulbert)

## Asie

### Cambodge
- Monastère bénédictin de Kep

### Corée
- Abbaye de Waegwan (Chilgok)

## Europe de l'Ouest

### Allemagne
- Abbaye de Petershausen
- Abbaye de Gräfrath
- Abbaye Saint-Jacques de Constance

### Espagne

#### Aragon
- Abbaye Saint-Dominique (Santo Domingo de Silos)

#### Castille-et-León
- Monastère de las Huelgas (Burgos)
- Monastère royal de Saint Joachim et Sainte Anne (Valladolid)

#### Catalogne
- Abbaye Sainte-Marie de Ripoll (Ripoll)

#### Navarre
- Abbaye Saint-Sauveur de Leyre, (Sierra de Leire, près de Yesa)

### Irlande
- Black Abbey (comté de Kilkenny)
- Abbaye de Boyle (comté de Roscommon)
- Abbaye de Corcomroe (comté de Clare)
- Abbaye de Mellifont (Collon)
- Abbaye de Mount Melleray (Waterford)
- Abbaye de Roscrea (Roscrea)
- Abbaye Sainte-Marie de Glencairn (Munster),

#### Comté de Galway
- Abbaye de Kylemore (comté de Galway)

#### Comté de Limerick
- Abbaye de Glenstal (Murroe)

#### Comté de Wexford
- Abbaye de Dunbrody (Waterford)

### Pays-Bas

#### Limbourg
- Abbaye de Rolduc (Kerkrade)

### Royaume-Uni

#### Angleterre

##### Hampshire
- Abbaye de Beaulieu (Beaulieu)
- Abbaye Saint-Michel (Farnborough)

##### Grand Londres
- Abbaye de Westminster (Londres)

##### Somerset
- Abbaye de Glastonbury (Glastonbury)

##### Yorkshire
- Abbaye de Gilling (Gilling West)
- Abbaye de Whitby (Whitby)

#### Écosse

##### Scottish Borders
- Abbaye de Melrose (Melrose)

## Europe centrale

### Allemagne

#### Bade-Wurtemberg
- Abbaye majeure de Beuron (Beuron)
- Abbaye de Reichenau (île de Reichenau, lac de Constance)
- Abbaye Saint-Georges d'Oberzell (île de Reichenau)
- Abbaye Saint-Pierre-et-Saint-Paul de Niederzell (île de Reichenau)
- Abbaye de Weingarten (Weingarten)
- Abbaye de Zwiefalten (Zwiefalten)

#### Basse-Saxe
- Abbaye de Gandersheim (Bad Gandersheim)
- Abbaye Saint-Michel de Hildesheim (Hildesheim)

#### Bavière
- Abbaye d'Andechs (Andechs)
- Abbaye d'Ettal (Ettal)
- Abbaye d'Ottobeuren (Ottobeuren)
- Abbaye Saint-Emmeran (Ratisbonne)
- Abbaye de Weltenburg (Kelheim)

#### Hesse
- Abbaye de Lorsch (Lorsch)
- Abbaye de Neuenberg (Fulda)

#### Rhénanie-du-Nord-Westphalie
- Abbaye de Corvey (Höxter)
- Abbaye de Limbourg-sur-la-Hardt (Bad Dürkheim)

### Autriche
- Abbaye de Melk (Melk)
- Abbaye d'Admont (Admont)
- Abbaye de Saint-Florian (Sankt Florian)
- Abbaye de Göttweig (Krems an der Donau)
- Abbaye de Lilienfeld (Lilienfeld)
- Abbaye d'Altenbourg (Altenbourg)
- Abbaye de Heiligenkreuz (Heiligenkreuz)
- Abbaye de Rein
- Abbaye de Seckau (Seckau)
- Abbaye de Lambach (Lambach)
- Abbaye de Klosterneuburg (Klosterneuburg)

### Croatie
- Monastère de Visovac

### Italie

#### Latium

##### Province de Frosinone
- Abbaye de Casamari (Veroli)
- Abbaye du Mont-Cassin (Cassino)

##### Province de Rieti
- Abbaye de Farfa (Fara in Sabina)

#### Lombardie

##### Province de Milan
- Abbaye Saint-Ambroise (Milan)

#### Piémont

##### Province de Turin
- Saint-Michel de la Cluse (Sant'Ambrogio di Torino et Chiusa di San Michele)

#### Toscane

##### Province de Sienne
- Abbaye territoriale Santa Maria de Monte Oliveto Maggiore (Asciano)
- Abbaye de San Galgano (Chiusdino)

### Luxembourg
- Abbaye d'Echternach (Echternach)
- Abbaye de Neimënster (Luxembourg)
- Abbaye Saint-Maximin (Luxembourg)

### République tchèque
- Monastère de Strahov (Prague)

### Suisse

#### Canton de Berne
- Abbaye de Bellelay (Bellelay)

#### Canton de Fribourg
- Abbaye de la Fille-Dieu (Romont)
- Abbaye de la Maigrauge (Fribourg)
- Abbaye d'Hauterive (Hauterive)

#### Canton de Genève
- Abbaye de Bellerive (Collonge-Bellerive)

#### Canton des Grisons
- Abbaye de Disentis (Disentis/Mustér)

#### Canton de Neuchâtel
- Abbaye de Fontaine-André (Neuchâtel)

#### Canton d'Obwald
- Abbaye d'Engelberg (Engelberg)

#### Canton de Saint-Gall
- Abbaye de Saint-Gall (Saint-Gall)

#### Canton de Schwytz
- Abbaye d'Einsiedeln (Einsiedeln)

#### Canton de Soleure
- Abbaye de Beinwil (Beinwil)

#### Canton du Valais
- Abbaye Saint-Benoît de Port-Valais (Le Bouveret)
- Abbaye territoriale de Saint-Maurice (Saint-Maurice)

#### Canton de Vaud
- Abbaye du lac de Joux (L'Abbaye)
- Abbaye de Romainmôtiers (Romainmôtier-Envy)
- Abbaye cistercienne de Haut-Crêt (Les Tavernes)

#### Canton de Zurich
- Abbaye de Fraumünster (Zurich)

## Europe de l'Est

### Albanie
- Monastère Saint-Jean-Baptiste (Moscopole)

### Bulgarie
- Liste de monastères bulgares

## ProcheetMoyen-Orient

### Irak
- Monastère des Saints Behnam et Sarah (Bakhdida)

### Israël
- Abbaye de Latroun (Jérusalem)
- Abbaye Sainte-Marie de la Résurrection d'Abu Gosh (Abu Ghosh)
- Couvent Saint-Jean-du-Désert (Jérusalem)
- Monastère Notre-Dame-du-Mont-Carmel (Haïfa)
- Monastère Stella Maris (Haïfa)
- Monastère de l'Ascension du Mont des Oliviers (Jérusalem)
- Monastère de la Croix (Jérusalem)
- Monastère Deir es-Sultan (Jérusalem)
- Monastère du Mont Sion (Jérusalem)
- Monastère Mor Marqos (Jérusalem)
- Monastère Sainte-Marie-des-Latins (Jérusalem)

### Liban
- Abbaye Notre-Dame de Balamand (Tripoli)

### Syrie
- Abbaye d'Akbès (Alep)